# Cowa
Cowa (hebr. צובה; oficjalna pisownia w ang. Tzova) – kibuc położony w Samorządzie Regionu Matte Jehuda, w Dystrykcie Jerozolimy, w Izraelu. Członek Ruchu Kibuców.

## Położenie
Leży w górach Judei, w pobliżu głównej drodze z Jerozolimy do Tel Awiwu.

## Historia
Pierwotnie w miejscu tym znajdowała się arabska wioska Suba, która została wyludniona i zniszczona podczas I wojny izraelsko-arabskiej, po ataku Sił Obronnych Izraela w dniu 13 lipca 1948.
Współczesny kibuc został założony w październiku 1948.

## Gospodarka
Gospodarka kibucu opiera się na rolnictwie, sadownictwie i turystyce.